# آتیک (روسیه)
آتیک (انگلیسی: Atyk) یک شهرک در شهرستان تویمازینسکی استان باشقیرستان کشور روسیه است.